# Jerry Bengtson
Jerry Ricardo Bengtson Bodden, född 8 april 1987 i Santa Rosa de Aguán, Honduras, är en honduransk fotbollsspelare som spelar för Olimpia och Honduras landslag.
Bengtson har ingen koppling till Sverige, trots sitt svenskklingande efternamn.